# Dioecesis
Dioikesis (altgriechisch διοίκησις dioíkēsis, deutsch „Diözese“) bezeichnete in der Antike ursprünglich die Verwaltung und insbesondere die staatliche Finanzverwaltung. Der latinisierte Begriff dioecesis entwickelte sich später zur Bezeichnung der Mittelinstanz im römischen Verwaltungssystem der Spätantike. Der Begriff wird im heutigen Griechischen bedeutungsgleich für „Verwaltung“ weiterhin verwendet (neugriechisch διοίκηση; Aussprache diíkissi).

## Griechenland
In Athen ist in der 2. Hälfte des 4. Jahrhunderts v. Chr. epi tei dioikesei („über der Verwaltung“) als Amtsbezeichnung belegt. Dabei könnte es sich um einen einzelnen „obersten Verwaltungsbeamten“ oder um ein Gremium gehandelt haben.

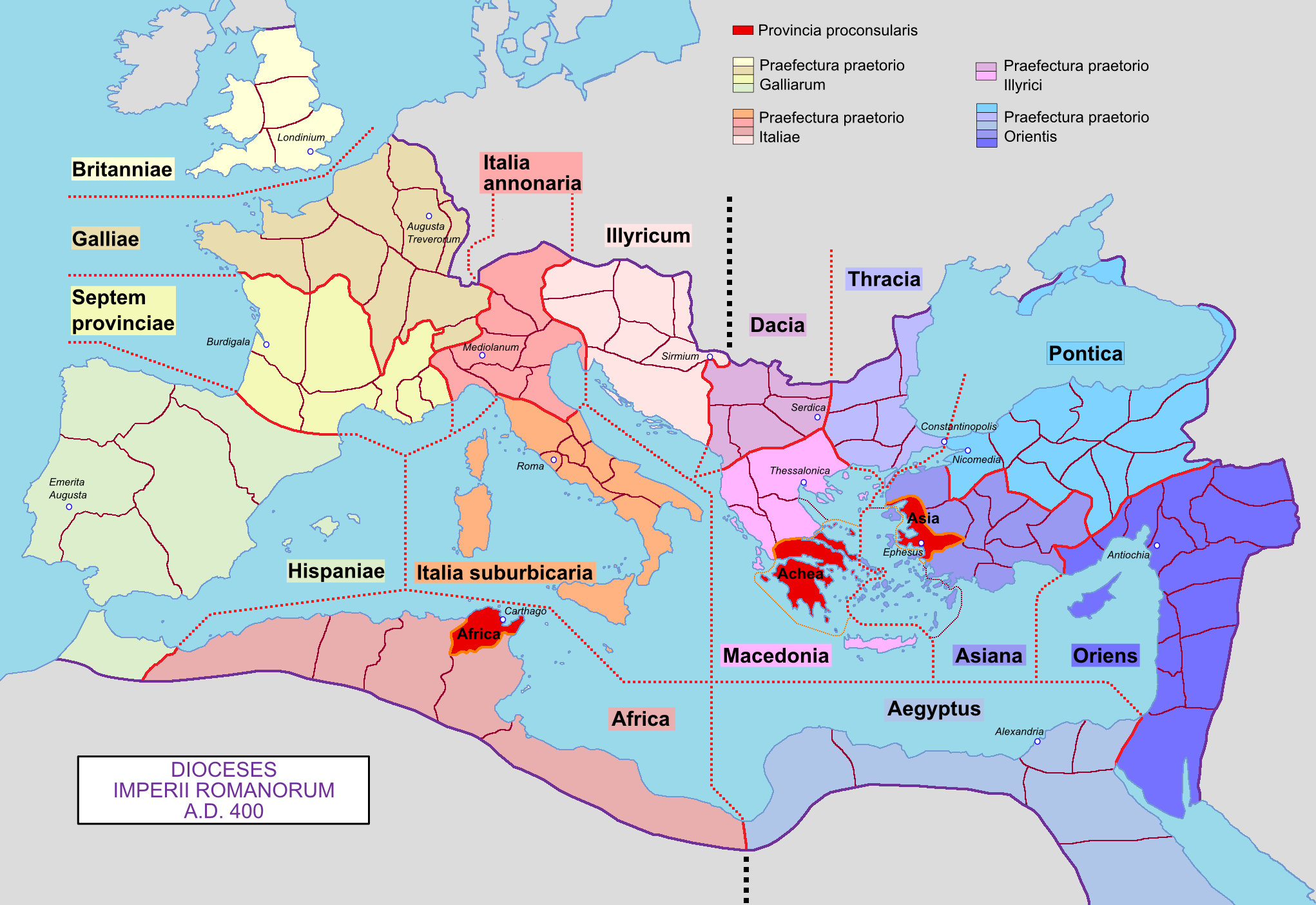
Kartenübersicht der Dioeceses um 400 n. Chr. (Spätantike)

## Römisches Reich
Im Römischen Reich wurde der Begriff gelegentlich im Sinn eines Verwaltungsbezirkes verwendet, so von Marcus Tullius Cicero für einige kleinasiatische Bezirke. 
Größere Verbreitung fand der Begriff erst in der Spätantike: 
Das Römische Reich war zunächst in 46 Provinzen aufgeteilt, die von Diokletian im Wesentlichen durch Aufteilung um das Jahr 300 auf 101 Provinzen erhöht wurden, die wiederum in Diözesen zusammengefasst wurden. Der Leiter der Diözesen (und Provinzen) war der Vicarius, Stellvertreter des nach 312 aus dem militärischen Prätorianerpräfekten hervorgegangenen Zivilbeamten. 

### Reichsgliederung
Das auf die Diokletianische Einteilung zurückgehende Veroneser Verzeichnis (Laterculus Veronensis) nennt die folgenden zwölf Diözesen:
- Dioecesis Africae (7 Provinzen)
- Dioecesis Asiana (9)
- Dioecesis Britanniae (4)
- Dioecesis Galliae (8)
- Dioecesis Hispaniae (6)
- Dioecesis Italiae (12)
- Dioecesis Moesiae (11)
- Dioecesis Orientis (17)
- Dioecesis Pannoniae (7)
- Dioecesis Pontica (7)
- Dioecesis Thraciarum (6)
- Dioecesis Viennensis (7)

Nach der Reichsteilung 395 sah die Struktur bei vier Präfekturen, 15 Diözesen und 119 Provinzen wie folgt aus:
- Oströmisches Reich
  - Praefectus praetorio per Orientem
    - Dioecesis Aegypti (6 Provinzen)
    - Dioecesis Orientis (15)
    - Dioecesis Pontica (13)
    - Dioecesis Asiana (9)
    - Dioecesis Thraciarum (6)

  - Praefectus praetorio per Illyricum
    - Dioecesis Macedoniae (7)
    - Dioecesis Daciae (5)
- Weströmisches Reich
  - Praefectus praetorio per Italiam et Africam / Italiae et Africae
    - Dioecesis Pannoniarum (7)
    - Dioecesis Italiae Annonariae (7)
    - Dioecesis Italiae Suburbicariae (10)
    - Dioecesis Africae (6)

  - Praefectus praetorio Galliarum
    - Dioecesis Britanniae (4)
    - Dioecesis Galliae (10)
    - Dioecesis Septem Provinciarum (7)
    - Dioecesis Hispaniae (7)

Die Änderungen: „Oriens“ war in „Oriens“ und „Aegyptus“ aufgeteilt worden, „Moesia“ in „Macedonia“ und „Dacia“, und „Italia“ in „Italia Annonariae“ und „Italia Suburbicariae“; „Viennensis“ war in „Septem Provinciae“ umbenannt worden. Im Oströmischen Reich wurde die spätantike Diözesanstruktur erst angesichts der islamischen Expansion (ab 630) zugunsten der Themenverfassung aufgegeben, im Westen bereits früher.
Weitere Quellen zur Aufteilung des Reiches in Diözesen sind der Laterculus des Polemius Silvius, die Notitia Dignitatum und der Synekdemos des Hierokles.

### Funktion der Diözese
Die Diözese hat bei der Gliederung des Römischen Reichs in Präfektur – Diözese – Provinz die Position einer Mittelinstanz. Ihre Funktionen sind daher:
- gerichtliche Erstinstanz in Fällen, die für eine Entscheidung auf Provinzebene zu bedeutend sind
- Aufsicht und Kontrolle über die Provinzen
- Beschwerdeinstanz